# Duderstadt
Duderstadt est une ville d'Allemagne située en Basse-Saxe dans l'arrondissement de Göttingen.

## Histoire

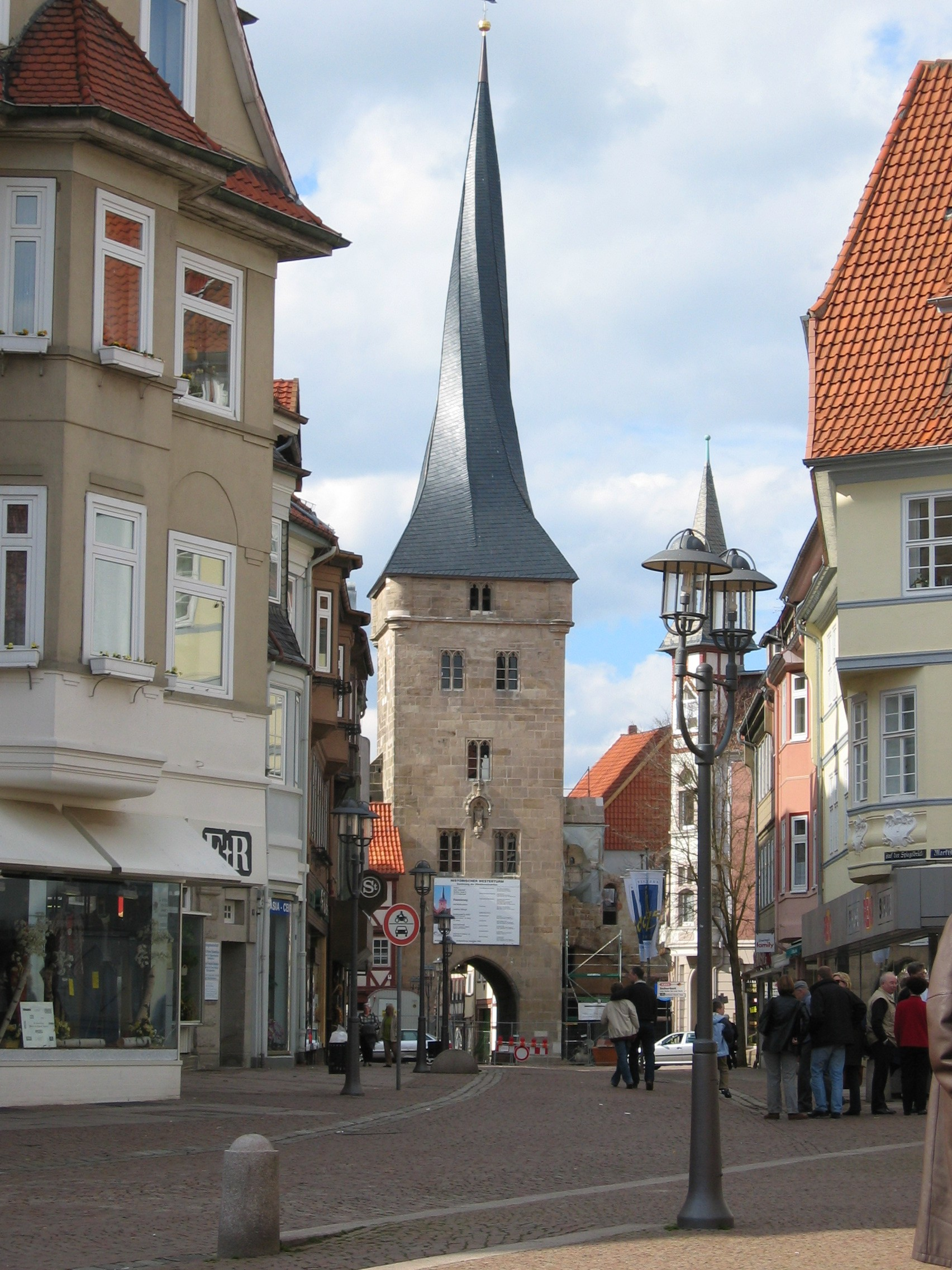
Porte de ville.

| Appartenances historiques Duché de Brunswick-Lunebourg 1235-1291 Principauté de Grubenhagen 1291-1336 Électorat de Mayence 1336-1802 Royaume de Prusse 1802-1807 Royaume de Westphalie 1807-1813 Royaume de Hanovre 1814-1866 Royaume de Prusse (Province de Hanovre) 1866-1918 République de Weimar 1918-1933 Reich allemand 1933-1945 Allemagne occupée 1945-1949 Allemagne 1949-présent |

## Jumelages
- - Combs-la-Ville en France ;
- - Kartuzy en Pologne.

## Lieux et monuments
Autrefois appelée la « Nuremberg de l'Eichsfeld », Duderstadt possède quelques monuments remarquables :
- porte de ville avec un clocher tors datant du XVe siècle ;
- hôtel de ville construit au début du XIIe siècle, remanié entre 1432 et 1533 ;
- plus de cinq cents maisons à colombages dont les poutres sont souvent sculptées ;
- l'église Saint-Cyriaque date du XVe, on peut y admirer à l'intérieur quinze statues baroques dont les douze apôtres.

## Personnalités
- Georg von Kopp (1837-1914), cardinal allemand.